# 布杰鲁
布杰鲁（義大利語：Buggerru），是意大利撒丁大区南撒丁省的一个市镇。总面积48.23平方公里，人口1123人，人口密度23.3人/平方公里（2009年）。ISTAT代码为107001。